# Zeno Durrer
Zeno Durrer (* 25. September 1884 in Kerns; † 19. Mai 1967 in Basel; katholisch, heimatberechtigt in Kerns) war ein Schweizer Unternehmer.

## Leben
Zeno Durrer wurde am 25. September 1884 in Kerns als Sohn des Parkettfabrikanten und Obwaldner Kantonsrats Arnold Durrer geboren. Seine Berufsausbildung erhielt er in Sarnen und Freiburg. In der Folge war er Parkettfabrikant und engagierte sich als Elektrizitätspionier. So liess Durrer 1904 eine erste, 1913 eine zweite Wasserkraftanlage an der Kleinen Melchaa errichten. Ein von ihm vorgeschlagenes Projekt aus dem Jahr 1912, das Werk durch Gewässerstauung zu vergrössern, wurde abgelehnt, doch wurde die Idee in der Obwaldner Elektrizitätspolitik der 1980er Jahre wieder aufgegriffen.
1934, in der Krisenzeit, trat Durrer als Direktor des Parqueterie-Unternehmens zurück und siedelte nach Basel über. Die im Jahr 1899 gegründete Parkettfabrik wurde 1937 von seinem Sohn Arnold übernommen und 1981 aufgelassen.
Zeno Durrer, der mit Marie Margrith, der Tochter des Wirts und Kantonsrats Johann Zumstein, verheiratet war, verstarb am 19. Mai 1967 im 83. Lebensjahr in Basel.